# Rally de Zlín de 2012
El Rally de Zlín de 2012, oficialmente 42. Barum Czech Rally Zlín 2012, fue la 42.ª edición, la novena ronda de la temporada 2012 del IRC y la octava ronda de la temporada 2012 del Campeonato de Europa de Rally. Se celebró del 31 de agosto al 2 de septiembre y contó con un itinerario de quince tramos sobre asfalto que sumaban un total de 251,62 km cronometrados.
La prueba fue suspendida en el último tramo, que no se disputó, a causa de un accidente en el tramo décimo tercero en el que un participante se salió de la carretera causando la muerte de un espectador.

## Itinerario
| Día   | Tramo | Hora  | Nombre        | Distancia | Ganador           | Tiempo  | Vel. media | Líder rally       |
| ----- | ----- | ----- | ------------- | --------- | ----------------- | ------- | ---------- | ----------------- |
| Día 1 | SS1   | 21:15 | SSS Zlín      | 9,36 km   | Václav Pech jr.   | 7:38,5  | 73,5 km/h  | Václav Pech jr.   |
| Día 2 | SS2   | 10:10 | Slušovice 1   | 15,94 km  | Juho Hänninen     | 10:41,2 | 89,5 km/h  | Juho Hänninen     |
| Día 2 | SS3   | 10:43 | Pindula 1     | 18,43 km  | Andreas Mikkelsen | 9:52,5  | 112,0 km/h | Juho Hänninen     |
| Día 2 | SS4   | 13:10 | Slušovice 2   | 15,94 km  | Andreas Mikkelsen | 10:41,8 | 89,4 km/h  | Andreas Mikkelsen |
| Día 2 | SS5   | 13:43 | Pindula 2     | 18,43 km  | Jan Kopecký       | 10:02,4 | 110,1 km/h | Andreas Mikkelsen |
| Día 2 | SS6   | 14:41 | Lukov 1       | 11,38 km  | Andreas Mikkelsen | 6:51,8  | 99,5 km/h  | Andreas Mikkelsen |
| Día 2 | SS7   | 15:14 | Tesák 1       | 19,18 km  | Jan Kopecký       | 10:01,9 | 114,7 km/h | Juho Hänninen     |
| Día 2 | SS8   | 18:07 | Lukov 2       | 11,38 km  | Juho Hänninen     | 6:40,0  | 102,4 km/h | Juho Hänninen     |
| Día 2 | SS9   | 18:40 | Tesák 2       | 19,18 km  | Juho Hänninen     | 9:50,3  | 117,0 km/h | Juho Hänninen     |
| Día 3 | SS10  | 08:57 | Halenkovice 1 | 21,40 km  | Jan Kopecký       | 11:25,9 | 112,3 km/h | Juho Hänninen     |
| Día 3 | SS11  | 09:34 | Kudlovice 1   | 11,42 km  | Juho Hänninen     | 6:28,7  | 105,8 km/h | Juho Hänninen     |
| Día 3 | SS12  | 10:10 | Maják 1       | 23,38 km  | Juho Hänninen     | 12:49,0 | 109,5 km/h | Juho Hänninen     |
| Día 3 | SS13  | 11:57 | Halenkovice 2 | 21,40 km  | Juho Hänninen     | 11:33,3 | 111,1 km/h | Juho Hänninen     |
| Día 3 | SS14  | 12:34 | Kudlovice 2   | 11,42 km  | Andreas Mikkelsen | 6:02,8  | 113,3 km/h | Juho Hänninen     |
| Día 3 | SS15  | 13:10 | Maják 2       | 23,38 km  | No disputado      |         |            | Juho Hänninen     |

## Clasificación final
| Pos. | Piloto            | Copiloto        | Automóvil             | Tiempo    | Diferencia | Puntos |
| ---- | ----------------- | --------------- | --------------------- | --------- | ---------- | ------ |
| 1.   | Juho Hänninen     | Mikko Markkula  | Škoda Fabia S2000     | 2:11:28,2 | 0.0        | 25     |
| 2.   | Roman Kresta      | Petr Gross      | Škoda Fabia S2000     | 2:13:11,3 | +1:43,1    | 18     |
| 3.   | Tomáš Kostka      | Miroslav Houšť  | Škoda Fabia S2000     | 2:13:20,0 | +1:51,8    | 15     |
| 4.   | Jaromír Tarabus   | Daniel Trunkát  | Škoda Fabia S2000     | 2:15:39,9 | +4:11,7    | 12     |
| 5.   | Robert Barrable   | Suart Loudon    | Škoda Fabia S2000     | 2:16:01,8 | +4:33,6    | 10     |
| 6.   | Karl Kruuda       | Martin Järveoja | Škoda Fabia S2000     | 2:16:31,2 | +5:03,0    | 8      |
| 7.   | Andreas Aigner    | Ilka Minor      | Subaru Impreza STi R4 | 2:17:02,8 | +5:34,6    | 6      |
| 8.   | Andreas Mikkelsen | Ola Floene      | Škoda Fabia S2000     | 2:17:04,0 | +5:35,8    | 4      |
| 9.   | Michal Solowow    | Maciej Baran    | Peugeot 207 S2000     | 2:17:46,9 | +6:18,7    | 2      |
| 10.  | Sepp Wiegand      | Timo Gottschalk | Škoda Fabia S2000     | 2:18:50,0 | +7:21,8    | 1      |

| Predecesor: Madeira 2012 | ERC 2012 | Sucesor: Príncipe 2012    |
| Predecesor: Rumania 2012 | IRC 2012 | Sucesor: Prime Yalta 2012 |